# Loxx
Loxx (tyska: die Loxx Miniatur Welten Berlin) var en mycket stor offentlig modelljärnvägsutställning i centrala Berlin, inrymd i gallerian Alexa i närheten av Alexanderplatz. Utställningsanläggningen öppnade för allmänheten den 18 september 2004. Med en yta på 900 m² var det en av världens största modelljärnvägar. Museet stängdes 31 augusti 2017 och finns numera på Leeraner Miniaturland i Leer. 
Utställningens huvudtema var skalmodeller av Berlins byggnader, där man förutom Berlins järnvägsstationer och en del av Berlins stadsjärnvägsnät även kunde se berömda sevärdheter som riksdagshuset, Brandenburger Tor och tv-tornet.